# ミリアム・シッラ
ミリアム・シッラ（イタリア語: Miriam Sylla、1995年1月8日 - ）は、イタリアの女子バレーボール選手。イタリア代表。

## 来歴
コートジボワール人の両親のもとパレルモで生まれる。
2011年、GSOヴィッラ・コルテーゼに入団し、プロとしてのキャリアをスタートさせる。2013年にベルガモに移籍し、その後は中心選手として活躍している。2015年、イタリア代表に初選出され、同年のワールドグランプリで代表デビューした。2016年5月のリオ五輪世界最終予選ではレギュラーに抜擢され、本大会の出場権獲得に貢献した。同年8月のリオ五輪に出場した。
2017年のワールドグランプリで準優勝に大きく貢献した。2018年に日本で開催された世界選手権で銀メダルを獲得し、大会のベストアウトサイドヒッター賞を受賞した。2021年には代表チームの主将を務め、東京2020オリンピックに出場した。同年9月の欧州選手権では金メダルを獲得し、自身もベストアウトサイドヒッター賞を受賞した。2022年、世界選手権で銅メダルを獲得し、自身もベストアウトサイドヒッター賞を受賞した。

## 球歴
- オリンピック - 2016年、2021年、2024年
- 世界選手権 - 2018年、2022年
- ネーションズリーグ - 2018年、2019年、2022年
- 欧州選手権 - 2019年、2021年
- ワールドグランプリ - 2015年、2016年、2017年

## 受賞歴
- 2018年 世界選手権 ベストアウトサイドヒッター賞
- 2021年 欧州選手権 ベストアウトサイドヒッター賞
- 2022年 世界選手権 ベストアウトサイドヒッター賞

## 所属クラブ
- GSOヴィッラ・コルテーゼ（2011-2013年）
- ベルガモ（2013-2018）
- イモコ・コネリアーノ（2018-2022年）
- パッラヴォーロ・モンツァ（2022-）